# آنا تومسون (لاعبة كرة الشبكة)
آنا تومسون (بالإنجليزية: Anna Thompson)‏ هي لاعبة كرة الشبكة نيوزيلندية، ولدت في 18 يونيو 1986 في كرايستشرش في نيوزيلندا.